# Gurd
Gurd ist eine Schweizer Thrash-/Groove-Metal-Band aus Basel.

## Geschichte
Gurd wurden 1994 von den ehemaligen Poltergeist-Mitgliedern V.O. Pulver und Marek Felis sowie dem ehemaligen Erotic-Jesus-Gitarristen Tommy Baumgartner gegründet. Die Besetzung wurde durch den Schlagzeuger Tobias Roth komplettiert. Nach kurzer Zeit wurde die Firma Major Records auf die Band aufmerksam und stattete die Eidgenossen mit einem Vertrag aus.
Innerhalb eines Jahres veröffentlichte die Band gleich zwei Alben, die wohlwollend aufgenommen wurden. Vor der Tour mit den Schweissern stieg Tommy Baumgartner wieder aus, weil er vom Musikgeschäft die Schnauze voll hatte. Er wurde durch Phillippe ersetzt. In der Folgezeit spielten Gurd ausgedehnte Tourneen mit Such a Surge, Life of Agony, Stuck Mojo und Pro-Pain. Höhepunkt war der Auftritt beim Dynamo Open Air. Nach dem Konkurs ihrer Plattenfirma Major Records wurde die Band umgehend von Century Media unter Vertrag genommen. Unter der Regie von Waldemar Sorychta nahmen Gurd ihr drittes Album D-Fect auf. Ein Jahr später folgte das Album D-Fect The Remixes, mit dem sich die Schweizer an den Remixtrend der späten neunziger Jahre anschlossen.
1998 folgte das vierte Album Down The Drain, welches von Thomas Skogsberg im Stockholmer Sunlight Studio aufgenommen wurde. Gurd gingen mit Pro-Pain auf eine erfolgreiche Europatournee. Aufgrund der üblichen musikalischen Differenzen entschlossen sich Marek Felis, Tobias Roth und Phillippe die Band zu verlassen – sie gründeten später die Band disgroove. Schnell wurden die Lücken wieder gefüllt. Der Gitarrist Spring und der Bassist Andrej waren zuvor bei den Swamp Terrorists aktiv, während der neue Schlagzeuger Tschibu vorher bei Jerk spielte. Um sich einzuspielen, gingen Gurd auf eine Clubtour durch die Schweiz. Im August 2000 erschien das Album Bedlam, das bisher härteste Werk der Schweizer. Nach einer erfolgreichen Tour kündigten Century Media an, den Vertrag nicht zu verlängern. Ende 2001 verliess Andrej aus gesundheitlichen Gründen die Band.
Neuer Bassist wurde Franky Winkelmann, der zuvor als Toningenieur für die Band aktiv war. Mit Diehard Music wurde eine neue Plattenfirma gefunden. 2003 erschien das im Gurd-eigenen, von V.O. und Franky gegründeten Tonstudio „Little Creek“ produzierte Album Encounter, welches etwas traditioneller ausfiel. Ein Jahr später feierten Gurd ihr zehnjähriges Bestehen mit einem Jubiläumskonzert, welches 2005 als CD/DVD-Paket erschien. Ende 2004 verliess Gitarrist Spring die Band und wurde durch Pat ersetzt. Anfang 2006 wurden Gurd von Dockyard 1 unter Vertrag genommen. Im Sommer erschien darauf das Album Bang!. Im Frühling 2007 gingen Gurd mit ihren alten Freunden von Pro-Pain wiederum auf Europa-Tournee.
Am 16. Januar 2009 veröffentlichte die Band zu ihrem 15-jährigen Jubiläum das Album Your Drug of Choice. 2011 folgte das Album Never Fail. Es ist der erste Gurd-Release auf Vinyl und erschien in limitierter Auflage von 150 Exemplaren auch als LP. Jede LP ist von Hand beschriftet und von der Band signiert.
Am 21. November 2014 veröffentlichten Gurd zu ihrem 20-jährigen Jubiläum das Album Fake.

## Diskografie
- 1995: Gurd
- 1995: Addicted
- 1996: D-Fect
- 1997: D-Fect: The Remixes
- 1998: Down the Drain
- 2000: Bedlam
- 2003: Encounter
- 2005: 10 Years of Addiction (Live-CD/Live-DVD)
- 2006: Bang!
- 2009: Your Drug of Choice
- 2011: Never Fail
- 2014: Fake
- 2022: Hallucinations